# Thái Nguyên Bồi
Thái Nguyên Bồi (tiếng Trung: 蔡元培; bính âm: Cài Yuánpéi; Wade–Giles: Ts'ai Yüan-p'ei) (11 tháng 1, 1868 – 5 tháng 3 năm 1940) là một nhà tuyên truyền quốc tế ngữ, nhà giáo dục người Trung Quốc, giám đốc đại học Bắc Kinh và đồng thời là nhà sáng lập Academia Sinica. Ông nổi tiếng với những đánh giá phê bình về văn hóa Trung Quốc và việc tổng hợp các tư tưởng của cả phương Tây và Trung Quốc, trong đó có cả chủ nghĩa vô chính phủ. Tại đại học Bắc Kinh ông đã tập hợp được những nhân vật có ảnh hưởng trong phong trào Tân Văn hóa và phong trào Ngũ Tứ.

## Tiểu sử
Sinh ra tại Thiệu Hưng, Chiết Giang, năm 26 tuổi tức năm Quang Tự 18 (1892), do đậu nhị giáp tiến sĩ (tức Hoàng giáp), nên theo luật triều đình thời Thanh, ông được bổ vào Hàn Lâm Viện, nhậm chức Thự các sĩ (庶吉士, Hanlin Bachelor).  Năm Quang Tự 20 (1894), ông được bổ chức Hàn lâm viện Biên tu (編修, Junior Compiler).
Năm 1898, vì việc chính phủ Thanh sát hại Đàm Tự Đồng, người mà ông rất ngưỡng mộ, Thái Nguyên Bồi quyết rời khỏi Hàn lâm viện, xuống miền Nam, tham gia vào việc quản lý các viện sau và trở thành:
- Giám đốc học đường Trung Quốc-Tây phương tại Thiệu Hưng (紹興中西學堂監督)
- Viện trưởng thư viện Diệm Sơn (嵊縣剡山書院院長)
- Tổng giáo tập đặc ban (特班總教習) của trường quốc gia Nam Dương (tiền thân của Đại học Giao thông Thượng Hải)

Năm 1904 ông thành lập Quang Phục Hội rồi một năm sau ông gia nhập Đồng Minh Hội. Sau khi học triết học, tâm lý học và lịch sử nghệ thuật tại đại học Leipzig của Đức năm 1907, ông giữ chức bộ trưởng Giáo dục lâm thời Trung Hoa Dân Quốc vào tháng 1 năm 1912 nhưng sau đó từ chức khi Viên Thế Khải lên làm tổng thống. Cuối cùng ông trở lại Đức rồi sau đó sang Pháp.
Thái Nguyên Bội quay về Trung Quốc năm 1916 rồi năm sau làm giám đốc Đại học Bắc Kinh. Trong nhiệm kỳ của mình tại đại học Bắc Kinh, ông đã tuyển vào trường những nhà tư tưởng nổi tiếng (và cũng là những nhà lãnh đạo Đảng Cộng sản Trung Quốc tương lai) như Lý Đại Chiêu và Trần Độc Tú và các nhà tư tưởng khác như Hồ Thích, bạn thân của ông và Lương Thấu Minh.

## Tư tưởng
Ông chủ trương năm thứ quan trọng như nhau trong cuộc sống là đức, trí, thể, quần, mỹ (德、智、體、群、美), những giá trị cốt lõi mà ngày nay vẫn được giảng dạy trong các trường học tại Đài Loan, Hồng Kông và Ma Cao.